# Substitution pénale

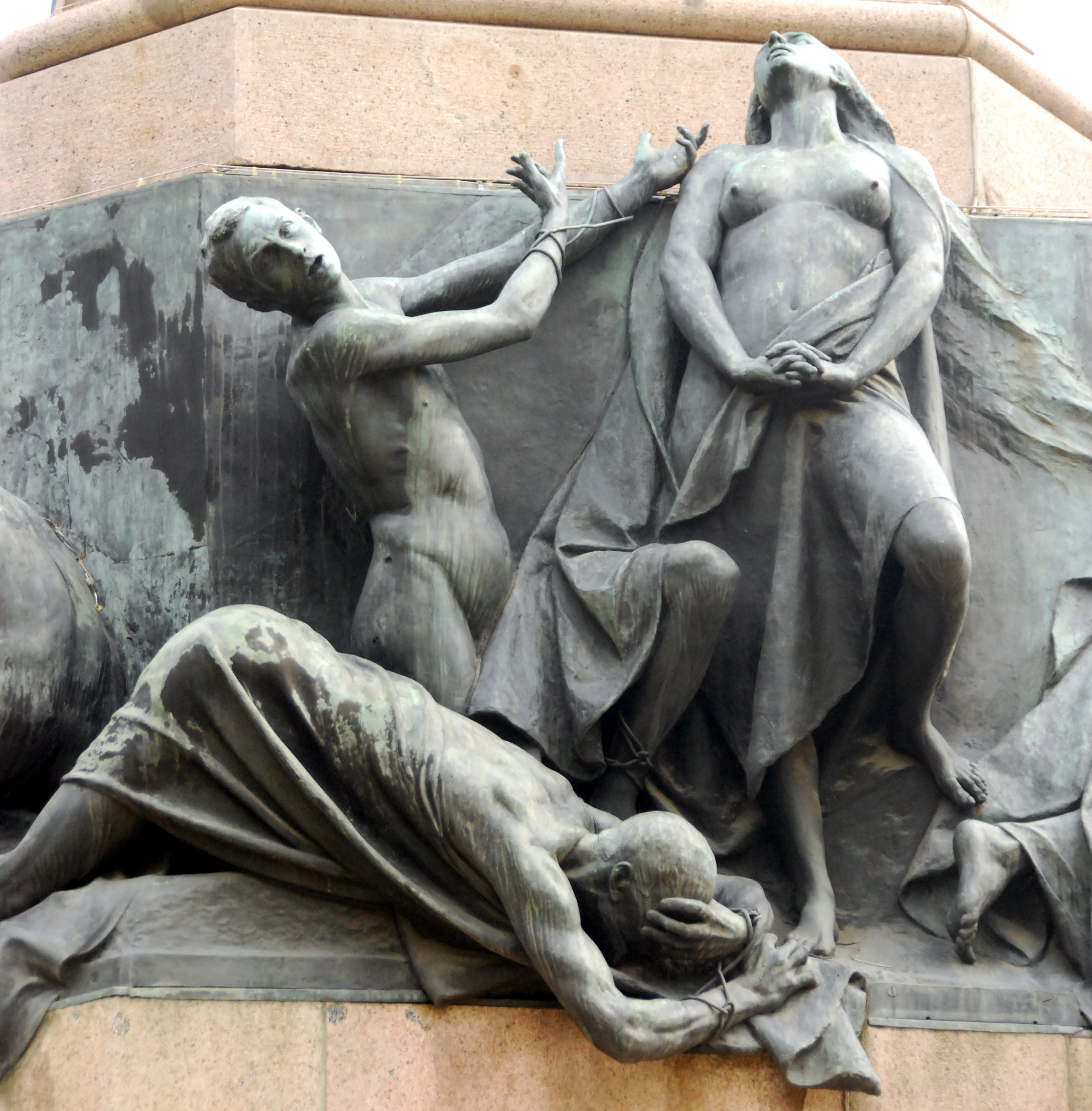
Expiation Détail du Monument à Dante dans la ville de Trente par Cesare Zocchi

Dans la théologie chrétienne, la substitution pénale est une théorie de l'expiation.
Cette doctrine s'est notamment développée au sein de la tradition réformée,,,,,.
Elle explique que le Christ, en choisissant de se sacrifier, a été puni (d'où le terme « pénale ») à la place (d'où le terme « substitution ») des pécheurs, satisfaisant ainsi les exigences de justice, de telle façon que Dieu peut pardonner les péchés. Elle constitue ainsi une conception spécifique de la théorie de la substitution, dans laquelle la nature substitutive de la mort de Jésus est interprétée comme une punition substitutive.

## Présentation
La théorie de la substitution pénale provient de l'idée que le pardon divin doit satisfaire la justice divine, qui implique selon ses défenseurs, que Dieu ne veut ou ne peut pas pardonner simplement le péché sans au préalable exiger une réparation pour ce dernier. Elle affirme que Dieu s'est incarné lui-même en la personne de son Fils, pour endurer la mort, la punition et la malédiction que l'humanité déchue doit subir à titre de peine pour ses péchés.
Les références clés de la Bible sur lesquelles est fondée la théorie de la substitution pénale incluent :
- Ésaïe 53,4-11 : « 4 Pourtant, [...] c’est de nos maladies qu’il s’est chargé, et ce sont nos souffrances qu’il a prises sur lui, [...] 5 Mais c’est pour nos péchés qu’il a été percé, c’est pour nos fautes qu’il a été brisé. Le châtiment qui nous donne la paix est retombé sur lui et c’est par ses blessures que nous sommes guéris.[...] 6 L’Éternel a fait retomber sur lui les fautes de nous tous. [...] 8 Il a été arraché à la vie avec violence, suite à un jugement. [...] Il a été frappé à mort à cause des péchés que mon peuple a commis. 9 [...] alors qu’il n’avait pas commis d’acte de violence et que jamais ses lèvres n’avaient produit la tromperie. 10 Mais il a plu à Dieu de le briser par la souffrance. Bien que toi, Dieu, tu aies livré sa vie en sacrifice de réparation, il verra une descendance. [...] 11 Car après avoir tant souffert, il verra la lumière, [...] Beaucoup de gens le connaîtront, et pour cela, mon serviteur, le Juste, leur accordera le statut de justes et se chargera de leurs fautes. »[7]
- Romains 3,9 : « Que faut-il donc conclure ? Nous les Juifs, sommes-nous en meilleure position que les autres hommes ? Pas à tous égards. Nous avons, en effet, déjà démontré que tous les hommes, Juifs et non-Juifs, sont également coupables. »[8] Les versets suivants, 10 à 18, forment une argumentation faite exclusivement de citations de l'Ancien Testament pour démontrer que tous les hommes sont pécheurs.
- Romains 3,23-24 : « 23 Tous ont péché, en effet, et sont privés de la gloire de Dieu, 24 et ils sont déclarés justes par sa grâce ; c’est un don que Dieu leur fait par le moyen de la délivrance apportée par Jésus-Christ. »[8]
- 2 Corinthiens 5,21 : « Celui qui était innocent de tout péché, Dieu l’a condamné comme un pécheur à notre place pour que, dans l’union avec Christ, nous recevions la justice que Dieu accorde. »[9]
- 1 Pierre 2,24 : « Il a pris nos péchés sur lui et les a portés dans son corps, sur la croix, afin qu’étant morts pour le péché, nous menions une vie juste. Oui, c’est par ses blessures que vous avez été guéris. »[10]
- 1 Pierre 3,18 :  « Christ lui-même a souffert la mort pour les péchés, une fois pour toutes. Lui l’innocent, il est mort pour des coupables, afin de vous conduire à Dieu. »[11]

## Luther
Dans son commentaire de l’épître aux Galates, Luther développe la thèse de la substitution pénale : « Lui-même [Jésus Christ] est certes innocent, car il est l’agneau de Dieu, immaculé, sans tache, mais parce qu’il porte les péchés du monde, son innocence est chargée de la culpabilité de tous ces péchés. Quels que soient les péchés que moi, que toi, que nous, nous avons commis et commettrons, ils sont aussi bien ceux du Christ que s’il les avait commis. Somme toute, il faut que notre péché devienne le propre péché du Christ, sinon nous périrons pour l’éternité. D’impies sophistes ont obscurci cette vraie connaissance du Christ que nous ont livrée Paul et les Prophètes ».

## Catholicisme
Bossuet reprend à son compte cette théorie de la substitution pénale : « Jésus, l’innocent Jésus, n’a pas joui de cette douceur dans sa passion [...]. Parmi tant de honte et tant de tourments, il ne lui est pas permis de se plaindre, ni même de penser en sa conscience qu’on le traite avec injustice. Il est vrai qu’il est innocent à l’égard des hommes ; mais que lui sert de le reconnaître, puisque son Père, d’où il espérait sa consolation, le regarde lui-même comme un criminel ? C’est Dieu même qui a mis sur Jésus-Christ seul l’iniquité de tous les hommes. ».
Le prédicateur jésuite Bourdaloue reprend ce thème sous l’angle de la vengeance de Dieu : « Il fallait que la réprobation sensible de l’homme-Dieu remplît la mesure de la malédiction et de la punition qui est due au péché [...]. Ce n’est point dans le jugement dernier que notre Dieu irrité et offensé se satisfera en Dieu : ce n’est point dans l’enfer qu’il se déclare authentiquement le Dieu des vengeances ; c’est au calvaire : Notre Dieu est le Dieu des vengeances. C’est là que sa justice vindicative agit librement et sans contrainte, n’étant point resserrée, comme elle l’est ailleurs, par la petitesse du sujet à qui elle se fait sentir. Tout ce que les damnés souffriront n’est qu’une demi-vengeance pour lui ; ces grincements de dents, ces gémissements et ces pleurs, ces feux qui ne doivent jamais s’éteindre : tout cela n’est rien ou presque rien en comparaison du sacrifice de Jésus-Christ mourant ».